# قرقف الصفصاف
قرقف الصفصاف (الاسم العلمي: Poecile montanus) هو نوع من فصيلة القرقفيات.

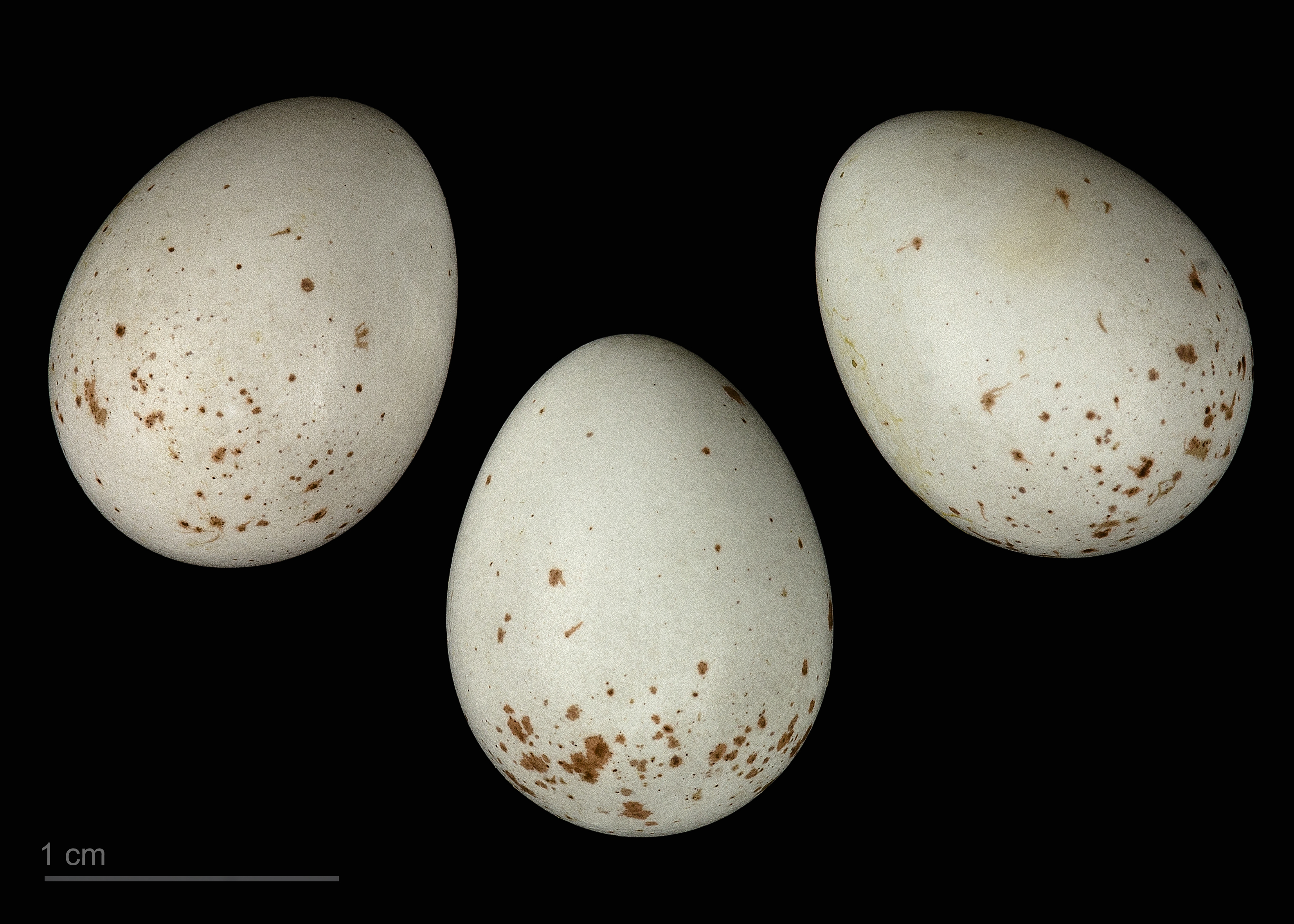
بيض قرقف الصفصاف